# Якушево (Московская область)
Якушево — упразднённая деревня, располагавшаяся на территории городского округа Черноголовка Московской области России. В настоящее время представляет собой коттеджный посёлок.

## География
Находилась в северо-восточной части области, в зоне хвойно-широколиственных лесов, к востоку от автодороги 46К-7450, на расстоянии примерно 2 километров (по прямой) к западу от города Черноголовка, административного центра округа.

### Климат
Климат характеризуется как умеренно континентальный, с умеренно холодной зимой и тёплым летом. Среднегодовая температура воздуха — +4,2 °C. Средняя минимальная воздуха самого холодного месяца (января) — −15 °C (абсолютный минимум — −45 °C), средняя максимальная температура самого тёплого (июля) — +24 °С (абсолютный максимум — +36 °C). Годовое количество атмосферных осадков — 560…600 мм, из которых около 70 % выпадает в период с апреля по октябрь.

## История
В «Списке населенных мест Московской губернии по сведениям 1859 года» населённый пункт упомянут как владельческая деревня Богородского уезда, расположенная при колодце, в 21 версте от уездного города. В деревне насчитывалось 12 дворов и проживало 74 человека (37 мужчин и 37 женщин).
По состоянию на 1913 год, в Котельниках имелось 26 дворов. В административном отношении деревня входила в состав Ивановской волости.
По данным 1926 года в деревне имелось 34 хозяйства (в том числе 26 крестьянских) и проживало 135 человек (56 мужчин и 79 женщин). Являлась частью Макаровского сельсовета Ивановской волости Богородского уезда.